# قرار مجلس الأمن التابع للأمم المتحدة رقم 1049
قرار مجلس الأمن التابع للأمم المتحدة 1049 ، الذي اتخذ بالإجماع في 5 مارس 1996، بعد إعادة تأكيد القرار 1040 (1996) بشأن بوروندي ، دعا المجلس إلى وضع حد للعنف في البلد وناقش الأعمال التحضيرية لعقد مؤتمر بشأن الأمن في منطقة البحيرات الكبرى الأفريقية.

## وصلات خارجية
- Text of the Resolution at undocs.org